# Kirchenkreis Cottbus
Der Kirchenkreis Cottbus, amtlich Evangelischer Kirchenkreis Cottbus/Chóśebuz, ist einer von fünf Kirchenkreisen der Evangelischen Kirche Berlin-Brandenburg-schlesische Oberlausitz im Sprengel Görlitz.

## Lage
Zu ihm gehören die Stadt Cottbus, der Landkreis Spree-Neiße ohne die Kirchdörfer Jämlitz und Reicherskreuz, die zum Kirchenkreis Oderland-Spree gehören, die Kirchdörfer Lieske, Neupetershain und Ressen mit ihren eingepfarrten Dörfern aus dem Landkreis Oberspreewald-Lausitz sowie die beiden Kirchdörfer Bomsdorf und Steinsdorf aus dem Landkreis Oder-Spree, die zur Kirchengemeinde Region Guben gehören.

## Geschichte
1998 wurden die Regionen Guben und Forst aus dem aus demografischen Gründen aufgelösten Kirchenkreis Guben in den Kirchenkreis Cottbus eingegliedert. Am 1. Januar 2020 kamen des Weiteren die Region Spremberg aus dem aufgelösten Kirchenkreis Senftenberg-Spremberg in den Kirchenkreis Cottbus.
Der Kirchenkreis ist in vier Regionen (Cottbus, Neiße, Spreewald und Spremberg) gegliedert. Er umfasst seit der letzten Neuordnung am 1. Dezember 2024 insgesamt 21 Kirchengemeinden mit 75 Kirchengebäuden; im Jahr 2020 hatte der Kirchenkreis Cottbus 29.666 Gemeindemitglieder.

## Organisation

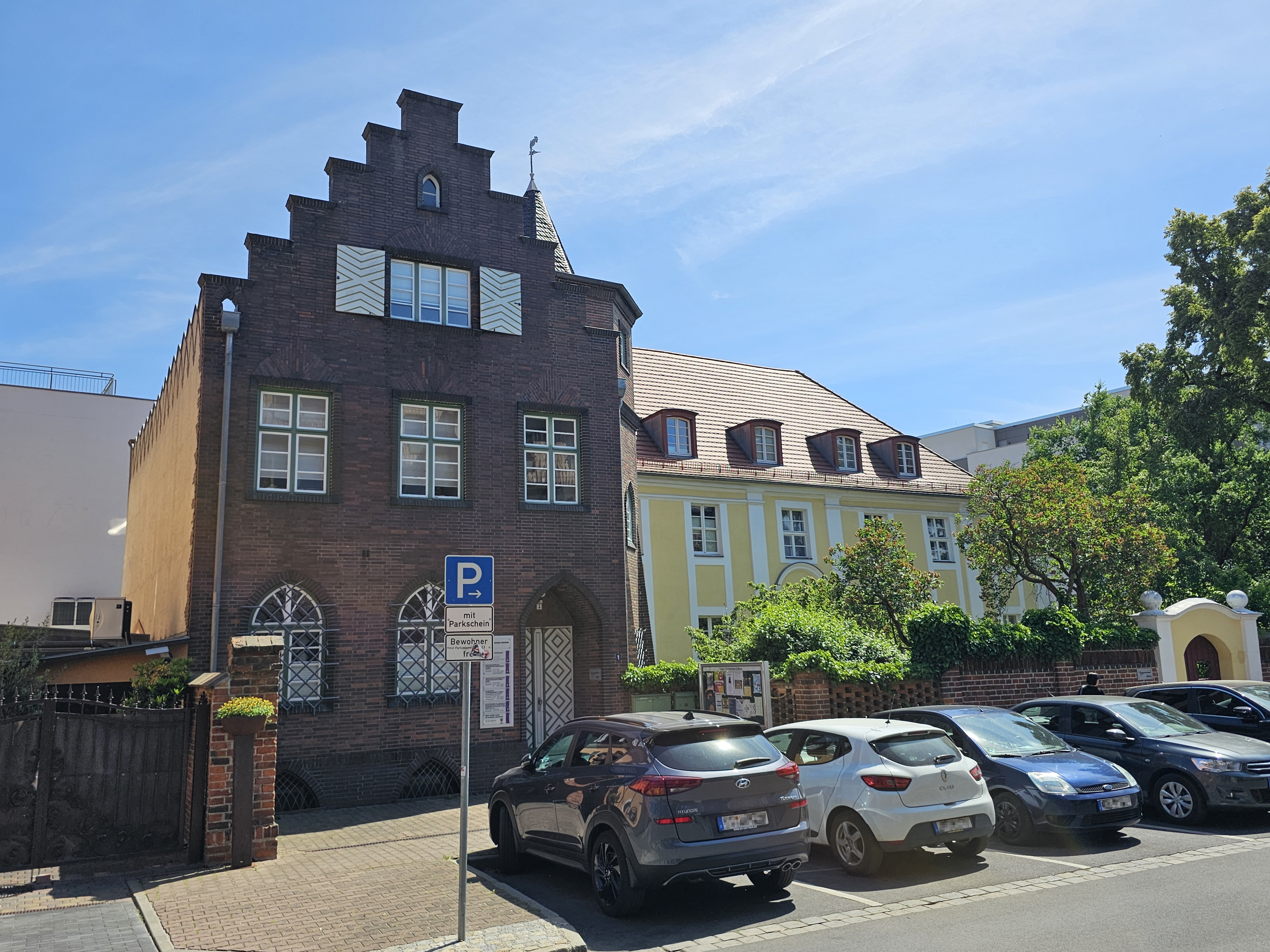
Sitz der Superintendentur im alten Pfarrhaus

Sitz der Superintendentur ist das Pfarrhaus und Gemeindekirchenamt in der Gertraudtenstraße in Cottbus. Amtierender Superintendent ist seit dem 1. September 2019 Georg Thimme.

## Kirchengemeinden
| Kirchengemeinde                | eingekirchte Orte | Kirche(n)                            | Baujahr                                        | Region    | Bild                          | Lage |
| ------------------------------ | --- | ------------------------------------ | ---------------------------------------------- | --------- | ----------------------------- | ---- |
| Briesen-Fehrow                 | Briesen, Fehrow, Guhrow, Saccasne, Schmogrow (ohne Ausbau) | Dorfkirche Briesen                   | 15. Jahrhundert                                | Spreewald | Dorfkirche Briesen            | Lage |
| Briesen-Fehrow                 | Briesen, Fehrow, Guhrow, Saccasne, Schmogrow (ohne Ausbau) | Dorfkirche Fehrow                    | 1875                                           | Spreewald | Dorfkirche Fehrow             | Lage |
| Burg                           | Ausbau Schmogrow, Burg-Dorf, Burg-Kauper, Burg-Kolonie | Kirche Burg (Spreewald)              | 1799                                           | Spreewald | Kirche Burg (Spreewald)       | Lage |
| Cottbus-Süd                    | Auras, Gallinchen, Groß Gaglow, Hänchen, Illmersdorf, Kiekebusch, Klein Gaglow, Klein Oßnig, Koschendorf, Laubst, Leuthen, Löschen, Madlow, Oelsnig, Reinpusch, Sachsendorf, Schorbus, Siewisch                                                                                            | Martinskirche Madlow                 | 14. oder 15. Jahrhundert                       | Cottbus   | Martinskirche Madlow          | Lage |
| Cottbus-Süd                    | Auras, Gallinchen, Groß Gaglow, Hänchen, Illmersdorf, Kiekebusch, Klein Gaglow, Klein Oßnig, Koschendorf, Laubst, Leuthen, Löschen, Madlow, Oelsnig, Reinpusch, Sachsendorf, Schorbus, Siewisch                                                                                            | Dorfkirche Groß Gaglow               | 1891                                           | Cottbus   | Dorfkirche Groß Gaglow        | Lage |
| Cottbus-Süd                    | Auras, Gallinchen, Groß Gaglow, Hänchen, Illmersdorf, Kiekebusch, Klein Gaglow, Klein Oßnig, Koschendorf, Laubst, Leuthen, Löschen, Madlow, Oelsnig, Reinpusch, Sachsendorf, Schorbus, Siewisch                                                                                            | Dorfkirche Hänchen                   | 14. Jahrhundert                                | Cottbus   | Dorfkirche Hänchen            | Lage |
| Cottbus-Süd                    | Auras, Gallinchen, Groß Gaglow, Hänchen, Illmersdorf, Kiekebusch, Klein Gaglow, Klein Oßnig, Koschendorf, Laubst, Leuthen, Löschen, Madlow, Oelsnig, Reinpusch, Sachsendorf, Schorbus, Siewisch                                                                                            | Dorfkirche Illmersdorf               | 1742                                           | Cottbus   | Dorfkirche Illmersdorf        | Lage |
| Cottbus-Süd                    | Auras, Gallinchen, Groß Gaglow, Hänchen, Illmersdorf, Kiekebusch, Klein Gaglow, Klein Oßnig, Koschendorf, Laubst, Leuthen, Löschen, Madlow, Oelsnig, Reinpusch, Sachsendorf, Schorbus, Siewisch                                                                                            | Dorfkirche Laubst                    | 15. Jahrhundert                                | Cottbus   | Dorfkirche Laubst             | Lage |
| Cottbus-Süd                    | Auras, Gallinchen, Groß Gaglow, Hänchen, Illmersdorf, Kiekebusch, Klein Gaglow, Klein Oßnig, Koschendorf, Laubst, Leuthen, Löschen, Madlow, Oelsnig, Reinpusch, Sachsendorf, Schorbus, Siewisch                                                                                            | Dorfkirche Leuthen                   | 13. Jahrhundert                                | Cottbus   | Dorfkirche Leuthen            | Lage |
| Cottbus-Süd                    | Auras, Gallinchen, Groß Gaglow, Hänchen, Illmersdorf, Kiekebusch, Klein Gaglow, Klein Oßnig, Koschendorf, Laubst, Leuthen, Löschen, Madlow, Oelsnig, Reinpusch, Sachsendorf, Schorbus, Siewisch                                                                                            | Dorfkirche Schorbus                  | 14. oder 15. Jahrhundert                       | Cottbus   | Dorfkirche Schorbus           | Lage |
| Dissen                         | Dissen, Striesow | Dorfkirche Dissen                    | 12. oder 13. Jahrhundert                       | Spreewald | Dorfkirche Dissen             | Lage |
| Drebkau-Steinitz-Kausche       | Drebkau, Domsdorf, Golschow, Jehserig, Kausche, Merkur, Papproth, Raakow, Rehnsdorf, Steinitz | Stadtkirche Drebkau                  | 1809–1810                                      | Spremberg | Stadtkirche Drebkau           | Lage |
| Drebkau-Steinitz-Kausche       | Drebkau, Domsdorf, Golschow, Jehserig, Kausche, Merkur, Papproth, Raakow, Rehnsdorf, Steinitz | Dorfkirche Steinitz                  | 1454                                           | Spremberg | Dorfkirche Steinitz           | Lage |
| Drebkau-Steinitz-Kausche       | Drebkau, Domsdorf, Golschow, Jehserig, Kausche, Merkur, Papproth, Raakow, Rehnsdorf, Steinitz | Hoffnungskirche Kausche              | 1996                                           | Spremberg | Hoffnungskirche Kausche       | Lage |
| Groß Kölzig                    | Groß Kölzig, Jocksdorf, Klein Kölzig, Preschen, Raden | Dorfkirche Groß Kölzig               | 14. Jahrhundert                                | Neiße     | Dorfkirche Groß Kölzig        | Lage |
| Groß Kölzig                    | Groß Kölzig, Jocksdorf, Klein Kölzig, Preschen, Raden | Valentinskirche Preschen             | 14. Jahrhundert                                | Neiße     |                               | Lage |
| Jänschwalde                    | Bärenbrück, Drewitz, Grötsch, Heinersbrück, Jänschwalde-Dorf, Jänschwalde-Ost, Radewiese, Schönhöhe, Tauer | Dorfkirche Jänschwalde               | 1806–1808                                      | Cottbus   | Dorfkirche Jänschwalde        | Lage |
| Jänschwalde                    | Bärenbrück, Drewitz, Grötsch, Heinersbrück, Jänschwalde-Dorf, Jänschwalde-Ost, Radewiese, Schönhöhe, Tauer | Dorfkirche Drewitz                   | 1820–1827                                      | Cottbus   | Dorfkirche Drewitz            | Lage |
| Jänschwalde                    | Bärenbrück, Drewitz, Grötsch, Heinersbrück, Jänschwalde-Dorf, Jänschwalde-Ost, Radewiese, Schönhöhe, Tauer | Dorfkirche Heinersbrück              | 1900                                           | Cottbus   | Dorfkirche Heinersbrück       | Lage |
| Jänschwalde                    | Bärenbrück, Drewitz, Grötsch, Heinersbrück, Jänschwalde-Dorf, Jänschwalde-Ost, Radewiese, Schönhöhe, Tauer | Dorfkirche Tauer                     | 1790                                           | Cottbus   | Dorfkirche Tauer              | Lage |
| Kahren-Komptendorf             | Drieschnitz, Frauendorf, Gablenz, Gahry, Haasow, Kahren, Kahsel, Kathlow, Komptendorf, Koppatz, Laubsdorf, Mattendorf, Neuhausen, Roggosen, Sergen | Johanneskirche Kahren                | 15. oder 16. Jahrhundert                       | Spremberg | Johanneskirche Kahren         | Lage |
| Kahren-Komptendorf             | Drieschnitz, Frauendorf, Gablenz, Gahry, Haasow, Kahren, Kahsel, Kathlow, Komptendorf, Koppatz, Laubsdorf, Mattendorf, Neuhausen, Roggosen, Sergen | Dorfkirche Komptendorf               | 15. Jahrhundert                                | Spremberg | Dorfkirche Komptendorf        | Lage |
| Klosterkirchengemeinde Cottbus | Cottbus (Klosterkirche), Döbbrick, Maiberg, Schmellwitz, Skadow, Ströbitz, Willmersdorf, Zahsow | Klosterkirche Cottbus                | 13. Jahrhundert                                | Cottbus   | Klosterkirche Cottbus         | Lage |
| Klosterkirchengemeinde Cottbus | Cottbus (Klosterkirche), Döbbrick, Maiberg, Schmellwitz, Skadow, Ströbitz, Willmersdorf, Zahsow | Dorfkirche Döbbrick                  | 1911                                           | Cottbus   | Dorfkirche Döbbrick           | Lage |
| Klosterkirchengemeinde Cottbus | Cottbus (Klosterkirche), Döbbrick, Maiberg, Schmellwitz, Skadow, Ströbitz, Willmersdorf, Zahsow | Dorfkirche Willmersdorf              | 1938                                           | Cottbus   | Dorfkirche Willmersdorf       | Lage |
| Klosterkirchengemeinde Cottbus | Cottbus (Klosterkirche), Döbbrick, Maiberg, Schmellwitz, Skadow, Ströbitz, Willmersdorf, Zahsow | Zinzendorfkirche Schmellwitz         | 1937                                           | Cottbus   | Zinzendorfkirche Schmellwitz  | Lage |
| Kolkwitz-Gulben                | Dahlitz, Glinzig, Gulben, Kolkwitz | Dorfkirche Gulben                    | 1798                                           | Spreewald | Dorfkirche Gulben             | Lage |
| Kolkwitz-Gulben                | Dahlitz, Glinzig, Gulben, Kolkwitz | Dorfkirche Kolkwitz                  | 1460                                           | Spreewald | Dorfkirche Kolkwitz           | Lage |
| Papitz-Krieschow               | Babow, Eichow, Kackrow, Krieschow, Kunersdorf, Limberg, Milkersdorf, Papitz, Wiesendorf | Dorfkirche Krieschow                 | 15. Jahrhundert                                | Spreewald | Dorfkirche Krieschow          | Lage |
| Papitz-Krieschow               | Babow, Eichow, Kackrow, Krieschow, Kunersdorf, Limberg, Milkersdorf, Papitz, Wiesendorf | Dorfkirche Papitz                    | 15. Jahrhundert                                | Spreewald | Dorfkirche Papitz             | Lage |
| Lutherkirchengemeinde Cottbus  | Cottbus (Lutherkirchengemeinde) | Lutherkirche Cottbus                 | 1911–1912                                      | Cottbus   | Lutherkirche Cottbus          | Lage |
| Peitz                          | Drachhausen, Drehnow, Maust, Neuendorf, Peitz, Preilack, Turnow | Dorfkirche Drachhausen               | 1894–1895                                      | Cottbus   | Dorfkirche Drachhausen        | Lage |
| Peitz                          | Drachhausen, Drehnow, Maust, Neuendorf, Peitz, Preilack, Turnow | Kirche der wahren Hoffnung Neuendorf | 1953–1954                                      | Cottbus   | Kirche der wahren Hoffnung    | Lage |
| Peitz                          | Drachhausen, Drehnow, Maust, Neuendorf, Peitz, Preilack, Turnow | Stadtpfarrkirche Peitz               | 1854–1860                                      | Cottbus   | Stadtpfarrkirche Peitz        | Lage |
| Perle der Lausitz              | Spremberg, Bräsinchen, Bühlow, Groß Döbbern, Groß Oßnig, Muckrow, Klein Döbbern, Schwarze Pumpe, Sellessen | Auferstehungskirche Spremberg        | 14. Jahrhundert (in Pritzen) 1988 transloziert | Spremberg | Auferstehungskirche Spremberg | Lage |
| Perle der Lausitz              | Spremberg, Bräsinchen, Bühlow, Groß Döbbern, Groß Oßnig, Muckrow, Klein Döbbern, Schwarze Pumpe, Sellessen | Dorfkirche Groß Döbbern              | 16. Jahrhundert                                | Spremberg | Dorfkirche Groß Döbbern       | Lage |
| Perle der Lausitz              | Spremberg, Bräsinchen, Bühlow, Groß Döbbern, Groß Oßnig, Muckrow, Klein Döbbern, Schwarze Pumpe, Sellessen | Dorfkirche Groß Oßnig                | 15. Jahrhundert                                | Spremberg | Dorfkirche Groß Oßnig         | Lage |
| Perle der Lausitz              | Spremberg, Bräsinchen, Bühlow, Groß Döbbern, Groß Oßnig, Muckrow, Klein Döbbern, Schwarze Pumpe, Sellessen | Kreuzkirche Spremberg                | 15. Jahrhundert                                | Spremberg | Kreuzkirche Spremberg         | Lage |
| Perle der Lausitz              | Spremberg, Bräsinchen, Bühlow, Groß Döbbern, Groß Oßnig, Muckrow, Klein Döbbern, Schwarze Pumpe, Sellessen | Dorfkirche Klein Döbbern             | 13. Jahrhundert                                | Spremberg | Dorfkirche Klein Döbbern      | Lage |
| Perle der Lausitz              | Spremberg, Bräsinchen, Bühlow, Groß Döbbern, Groß Oßnig, Muckrow, Klein Döbbern, Schwarze Pumpe, Sellessen | Michaelkirche Spremberg              | 1956                                           | Spremberg | Michaelkirche Spremberg       | Lage |
| Region Guben                   | Albertinenaue, Atterwasch, Bärenklau, Bomsdorf, Bresinchen, Coschen, Deulowitz, Grabko, Grano, Groß Breesen, Groß Drewitz, Groß Gastrose, Guben, Kaltenborn, Kerkwitz, Klein Gastrose, Krayne, Lauschütz, Lübbinchen, Pinnow, Schenkendöbern, Schlagsdorf, Sembten, Taubendorf, Wilschwitz | Dorfkirche Atterwasch                | 13. oder 14. Jahrhundert                       | Neiße     | Dorfkirche Atterwasch         | Lage |
| Region Guben                   | Albertinenaue, Atterwasch, Bärenklau, Bomsdorf, Bresinchen, Coschen, Deulowitz, Grabko, Grano, Groß Breesen, Groß Drewitz, Groß Gastrose, Guben, Kaltenborn, Kerkwitz, Klein Gastrose, Krayne, Lauschütz, Lübbinchen, Pinnow, Schenkendöbern, Schlagsdorf, Sembten, Taubendorf, Wilschwitz | Dorfkirche Bomsdorf                  | 14. oder 15. Jahrhundert                       | Neiße     | Dorfkirche Bomsdorf           | Lage |
| Region Guben                   | Albertinenaue, Atterwasch, Bärenklau, Bomsdorf, Bresinchen, Coschen, Deulowitz, Grabko, Grano, Groß Breesen, Groß Drewitz, Groß Gastrose, Guben, Kaltenborn, Kerkwitz, Klein Gastrose, Krayne, Lauschütz, Lübbinchen, Pinnow, Schenkendöbern, Schlagsdorf, Sembten, Taubendorf, Wilschwitz | Dorfkirche Grano                     | 1799                                           | Neiße     | Dorfkirche Grano              | Lage |
| Region Guben                   | Albertinenaue, Atterwasch, Bärenklau, Bomsdorf, Bresinchen, Coschen, Deulowitz, Grabko, Grano, Groß Breesen, Groß Drewitz, Groß Gastrose, Guben, Kaltenborn, Kerkwitz, Klein Gastrose, Krayne, Lauschütz, Lübbinchen, Pinnow, Schenkendöbern, Schlagsdorf, Sembten, Taubendorf, Wilschwitz | Dorfkirche Groß Breesen              | 1852                                           | Neiße     | Dorfkirche Groß Breesen       | Lage |
| Region Guben                   | Albertinenaue, Atterwasch, Bärenklau, Bomsdorf, Bresinchen, Coschen, Deulowitz, Grabko, Grano, Groß Breesen, Groß Drewitz, Groß Gastrose, Guben, Kaltenborn, Kerkwitz, Klein Gastrose, Krayne, Lauschütz, Lübbinchen, Pinnow, Schenkendöbern, Schlagsdorf, Sembten, Taubendorf, Wilschwitz | Dorfkirche Pinnow                    | 1604                                           | Neiße     | Dorfkirche Pinnow             | Lage |
| Region Guben                   | Albertinenaue, Atterwasch, Bärenklau, Bomsdorf, Bresinchen, Coschen, Deulowitz, Grabko, Grano, Groß Breesen, Groß Drewitz, Groß Gastrose, Guben, Kaltenborn, Kerkwitz, Klein Gastrose, Krayne, Lauschütz, Lübbinchen, Pinnow, Schenkendöbern, Schlagsdorf, Sembten, Taubendorf, Wilschwitz | Dorfkirche Sembten                   | 1813–1814                                      | Neiße     | Dorfkirche Sembten            | Lage |
| Region Guben                   | Albertinenaue, Atterwasch, Bärenklau, Bomsdorf, Bresinchen, Coschen, Deulowitz, Grabko, Grano, Groß Breesen, Groß Drewitz, Groß Gastrose, Guben, Kaltenborn, Kerkwitz, Klein Gastrose, Krayne, Lauschütz, Lübbinchen, Pinnow, Schenkendöbern, Schlagsdorf, Sembten, Taubendorf, Wilschwitz | Dorfkirche Steinsdorf                | 1749                                           | Neiße     | Dorfkirche Steinsdorf         | Lage |
| Region Guben                   | Albertinenaue, Atterwasch, Bärenklau, Bomsdorf, Bresinchen, Coschen, Deulowitz, Grabko, Grano, Groß Breesen, Groß Drewitz, Groß Gastrose, Guben, Kaltenborn, Kerkwitz, Klein Gastrose, Krayne, Lauschütz, Lübbinchen, Pinnow, Schenkendöbern, Schlagsdorf, Sembten, Taubendorf, Wilschwitz | Gustav-Adolf-Kirche Kerkwitz         | 1951–1952                                      | Neiße     | Gustav-Adolf-Kirche Kerkwitz  | Lage |
| Region Guben                   | Albertinenaue, Atterwasch, Bärenklau, Bomsdorf, Bresinchen, Coschen, Deulowitz, Grabko, Grano, Groß Breesen, Groß Drewitz, Groß Gastrose, Guben, Kaltenborn, Kerkwitz, Klein Gastrose, Krayne, Lauschütz, Lübbinchen, Pinnow, Schenkendöbern, Schlagsdorf, Sembten, Taubendorf, Wilschwitz | Klosterkirche Guben                  | 1860–1862                                      | Neiße     | Klosterkirche Guben           | Lage |
| Region Forst                   | Bohrau, Briesnig, Domsdorf, Dubrau, Eulo, Forst (Lausitz), Gosda, Grießen, Groß Bademeusel, Groß Jamno, Groß Schacksdorf, Horno, Jethe, Klein Bademeusel, Klein Jamno, Klinge, Mulknitz, Naundorf, Noßdorf, Sacro, Simmersdorf, Smarso                                                     | Valentinskirche Dubrau               | 1818                                           | Neiße     | Valentinskirche Dubrau        | Lage |
| Region Forst                   | Bohrau, Briesnig, Domsdorf, Dubrau, Eulo, Forst (Lausitz), Gosda, Grießen, Groß Bademeusel, Groß Jamno, Groß Schacksdorf, Horno, Jethe, Klein Bademeusel, Klein Jamno, Klinge, Mulknitz, Naundorf, Noßdorf, Sacro, Simmersdorf, Smarso                                                     | Dorfkirche Eulo                      | 15. Jahrhundert                                | Neiße     | Dorfkirche Eulo               | Lage |
| Region Forst                   | Bohrau, Briesnig, Domsdorf, Dubrau, Eulo, Forst (Lausitz), Gosda, Grießen, Groß Bademeusel, Groß Jamno, Groß Schacksdorf, Horno, Jethe, Klein Bademeusel, Klein Jamno, Klinge, Mulknitz, Naundorf, Noßdorf, Sacro, Simmersdorf, Smarso                                                     | Dorfkirche Grießen                   | 14. oder 15. Jahrhundert                       | Neiße     | Dorfkirche Grießen            | Lage |
| Region Forst                   | Bohrau, Briesnig, Domsdorf, Dubrau, Eulo, Forst (Lausitz), Gosda, Grießen, Groß Bademeusel, Groß Jamno, Groß Schacksdorf, Horno, Jethe, Klein Bademeusel, Klein Jamno, Klinge, Mulknitz, Naundorf, Noßdorf, Sacro, Simmersdorf, Smarso                                                     | Dorfkirche Groß Bademeusel           | 14. Jahrhundert                                | Neiße     | Dorfkirche Groß Bademeusel    | Lage |
| Region Forst                   | Bohrau, Briesnig, Domsdorf, Dubrau, Eulo, Forst (Lausitz), Gosda, Grießen, Groß Bademeusel, Groß Jamno, Groß Schacksdorf, Horno, Jethe, Klein Bademeusel, Klein Jamno, Klinge, Mulknitz, Naundorf, Noßdorf, Sacro, Simmersdorf, Smarso                                                     | Dorfkirche Groß Schacksdorf          | 15. Jahrhundert                                | Neiße     | Dorfkirche Groß Schacksdorf   | Lage |
| Region Forst                   | Bohrau, Briesnig, Domsdorf, Dubrau, Eulo, Forst (Lausitz), Gosda, Grießen, Groß Bademeusel, Groß Jamno, Groß Schacksdorf, Horno, Jethe, Klein Bademeusel, Klein Jamno, Klinge, Mulknitz, Naundorf, Noßdorf, Sacro, Simmersdorf, Smarso                                                     | Dorfkirche Horno                     | 2003–2004                                      | Neiße     | Dorfkirche Horno              | Lage |
| Region Forst                   | Bohrau, Briesnig, Domsdorf, Dubrau, Eulo, Forst (Lausitz), Gosda, Grießen, Groß Bademeusel, Groß Jamno, Groß Schacksdorf, Horno, Jethe, Klein Bademeusel, Klein Jamno, Klinge, Mulknitz, Naundorf, Noßdorf, Sacro, Simmersdorf, Smarso                                                     | Dorfkirche Mulknitz                  | 1927–1928                                      | Neiße     | Dorfkirche Mulknitz           | Lage |
| Region Forst                   | Bohrau, Briesnig, Domsdorf, Dubrau, Eulo, Forst (Lausitz), Gosda, Grießen, Groß Bademeusel, Groß Jamno, Groß Schacksdorf, Horno, Jethe, Klein Bademeusel, Klein Jamno, Klinge, Mulknitz, Naundorf, Noßdorf, Sacro, Simmersdorf, Smarso                                                     | Dorfkirche Naundorf                  | 14. oder 15. Jahrhundert                       | Neiße     | Dorfkirche Naundorf           | Lage |
| Region Forst                   | Bohrau, Briesnig, Domsdorf, Dubrau, Eulo, Forst (Lausitz), Gosda, Grießen, Groß Bademeusel, Groß Jamno, Groß Schacksdorf, Horno, Jethe, Klein Bademeusel, Klein Jamno, Klinge, Mulknitz, Naundorf, Noßdorf, Sacro, Simmersdorf, Smarso                                                     | Dorfkirche Noßdorf                   | 15. Jahrhundert                                | Neiße     | Dorfkirche Noßdorf            | Lage |
| Region Forst                   | Bohrau, Briesnig, Domsdorf, Dubrau, Eulo, Forst (Lausitz), Gosda, Grießen, Groß Bademeusel, Groß Jamno, Groß Schacksdorf, Horno, Jethe, Klein Bademeusel, Klein Jamno, Klinge, Mulknitz, Naundorf, Noßdorf, Sacro, Simmersdorf, Smarso                                                     | Dorfkirche Sacro                     | 15. Jahrhundert                                | Neiße     | Dorfkirche Sacro              | Lage |
| Region Forst                   | Bohrau, Briesnig, Domsdorf, Dubrau, Eulo, Forst (Lausitz), Gosda, Grießen, Groß Bademeusel, Groß Jamno, Groß Schacksdorf, Horno, Jethe, Klein Bademeusel, Klein Jamno, Klinge, Mulknitz, Naundorf, Noßdorf, Sacro, Simmersdorf, Smarso                                                     | Johann-Sebastian-Bach-Kirche Forst   | 1950                                           | Neiße     |                               | Lage |
| Region Forst                   | Bohrau, Briesnig, Domsdorf, Dubrau, Eulo, Forst (Lausitz), Gosda, Grießen, Groß Bademeusel, Groß Jamno, Groß Schacksdorf, Horno, Jethe, Klein Bademeusel, Klein Jamno, Klinge, Mulknitz, Naundorf, Noßdorf, Sacro, Simmersdorf, Smarso                                                     | Nikolaikirche Forst                  | 15. und 16. Jahrhundert                        | Neiße     | Nikolaikirche Forst           | Lage |
| Region Welzow                  | Geisendorf, Greifenhain, Karlsfeld, Leeskow, Lieske, Lindchen, Lubochow, Neupetershain, Neupetershain-Nord, Proschim, Radensdorf, Ressen, Welzow | Dorfkirche Greifenhain               | zwischen 1286 und 1315                         | Spremberg | Dorfkirche Greifenhain        | Lage |
| Region Welzow                  | Geisendorf, Greifenhain, Karlsfeld, Leeskow, Lieske, Lindchen, Lubochow, Neupetershain, Neupetershain-Nord, Proschim, Radensdorf, Ressen, Welzow | Dorfkirche Lieske                    | 1628 oder 1750                                 | Spremberg | Dorfkirche Lieske             | Lage |
| Region Welzow                  | Geisendorf, Greifenhain, Karlsfeld, Leeskow, Lieske, Lindchen, Lubochow, Neupetershain, Neupetershain-Nord, Proschim, Radensdorf, Ressen, Welzow | Dorfkirche Neupetershain-Nord        | 15. Jahrhundert                                | Spremberg | Dorfkirche Neupetershain-Nord | Lage |
| Region Welzow                  | Geisendorf, Greifenhain, Karlsfeld, Leeskow, Lieske, Lindchen, Lubochow, Neupetershain, Neupetershain-Nord, Proschim, Radensdorf, Ressen, Welzow | Dorfkirche Proschim                  | 1914–1919                                      | Spremberg | Dorfkirche Proschim           | Lage |
| Region Welzow                  | Geisendorf, Greifenhain, Karlsfeld, Leeskow, Lieske, Lindchen, Lubochow, Neupetershain, Neupetershain-Nord, Proschim, Radensdorf, Ressen, Welzow | Dorfkirche Ressen                    | 15. Jahrhundert                                | Spremberg | Dorfkirche Ressen             | Lage |
| Region Welzow                  | Geisendorf, Greifenhain, Karlsfeld, Leeskow, Lieske, Lindchen, Lubochow, Neupetershain, Neupetershain-Nord, Proschim, Radensdorf, Ressen, Welzow | Dorfkirche Welzow                    | 1740–1742                                      | Spremberg | Dorfkirche Welzow             | Lage |
| Sielow                         | Sielow | Dorfkirche Sielow                    | 1906                                           | Spreewald | Dorfkirche Sielow             | Lage |
| Spree-Malxe-Land               | Döbern, Bagenz, Bahren, Bloischdorf, Bohsdorf, Eichwege, Friedrichshain, Graustein, Groß Luja, Hornow, Jerischke, Klein Loitz, Reuthen, Schönheide, Tschernitz, Türkendorf, Wadelsdorf, Wolfshain                                                                                          | Christuskirche Döbern                | 1907–1908                                      | Neiße     | Christuskirche Döbern         | Lage |
| Spree-Malxe-Land               | Döbern, Bagenz, Bahren, Bloischdorf, Bohsdorf, Eichwege, Friedrichshain, Graustein, Groß Luja, Hornow, Jerischke, Klein Loitz, Reuthen, Schönheide, Tschernitz, Türkendorf, Wadelsdorf, Wolfshain                                                                                          | Dorfkirche Eichwege                  | 14. oder 15. Jahrhundert                       | Neiße     | Dorfkirche Eichwege           | Lage |
| Spree-Malxe-Land               | Döbern, Bagenz, Bahren, Bloischdorf, Bohsdorf, Eichwege, Friedrichshain, Graustein, Groß Luja, Hornow, Jerischke, Klein Loitz, Reuthen, Schönheide, Tschernitz, Türkendorf, Wadelsdorf, Wolfshain                                                                                          | Dorfkirche Graustein                 | 1913–1921                                      | Neiße     | Dorfkirche Graustein          | Lage |
| Spree-Malxe-Land               | Döbern, Bagenz, Bahren, Bloischdorf, Bohsdorf, Eichwege, Friedrichshain, Graustein, Groß Luja, Hornow, Jerischke, Klein Loitz, Reuthen, Schönheide, Tschernitz, Türkendorf, Wadelsdorf, Wolfshain                                                                                          | Dorfkirche Groß Luja                 | 1898–1899                                      | Neiße     | Dorfkirche Groß Luja          | Lage |
| Spree-Malxe-Land               | Döbern, Bagenz, Bahren, Bloischdorf, Bohsdorf, Eichwege, Friedrichshain, Graustein, Groß Luja, Hornow, Jerischke, Klein Loitz, Reuthen, Schönheide, Tschernitz, Türkendorf, Wadelsdorf, Wolfshain                                                                                          | Dorfkirche Hornow                    | 15. Jahrhundert                                | Neiße     | Dorfkirche Hornow             | Lage |
| St. Nikolai Cottbus            | Branitz, Branitzer Siedlung, Cottbus (St. Nikolai), Dissenchen, Merzdorf, Schlichow | Oberkirche St. Nikolai Cottbus       | 15. Jahrhundert                                | Cottbus   | Oberkirche St. Nikolai        | Lage |
| Werben                         | Brahmow, Müschen, Ruben, Werben | Dorfkirche Werben                    | 15. Jahrhundert                                | Spreewald | Dorfkirche Werben             | Lage |